# Personnages de Star Fox

Les personnages de Star Fox sont des personnages fictifs issus de la série de jeux vidéo Star Fox.

## Équipe Star Fox
L'équipe Star Fox (スターフォックス, Sutā Fokkusu) est une unité de mercenaires d’élite aux aptitudes au combat spatial hors du commun. La première équipe Star Fox était menée par James McCloud. La seconde est menée par Fox McCloud, accompagné de Falco Lombardi, Peppy Hare et Slippy Toad. La troisième équipe sera menée par Marcus McCloud, le fils de Fox, et il fera équipe avec le fils de Slippy, la fille de Lucy, et Falco. 
Fox McCloudFox McCloud (フォックス・マクラウド, Fokkusu Makuraudo) est le personnage principal de la série. Pilote chevronné, il est le meneur de l’équipe Star Fox. Il est amoureux de Krystal, mais a fini par la quitter pour la protéger des dangers d'un escadron d'élite. Dans Star Fox Command, différentes fins sont possibles, où Fox renoue ou non avec Krystal.
Il est également apparu dans chacun des épisodes de la série Super Smash Bros..
Falco LombardiFalco Lombardi (ファルコ・ランバルディ, Faruko Ranbarudi) est un pilote exceptionnel, à la fois ami et rival de Fox McCloud. C'est un oiseau fier et orgueilleux, qui aime agir en solo. Il apparait dans tous les épisodes de Super Smash Bros. depuis Super Smash Bros. Melee.
Peppy HarePeppy Hare (ペッピー・ヘア, Peppī Hea) est le vétéran de l’équipe. D’un naturel calme, il assure la cohésion du groupe. Il était plusieurs années auparavant membre de la première équipe Star Fox, avec James McCloud, et Pigma Dengar. Il remplacera (dans Star Fox Command) provisoirement le général Pepper, qui tombera malade.
Slippy ToadSlippy Toad (スリッピー・トード, Surippī Tōdo) est le mécanicien de l’équipe. C'est une grenouille. Il est tombé amoureux d'Amanda.
KrystalKrystal (クリスタル, Kurisutaru) rencontre Fox McCloud lors de Star Fox Adventures. Ils tomberont rapidement amoureux l'un de l'autre, et elle rejoindra plus tard l'équipe Star Fox.
ROB 64ROB 64 (ナウス６４, Nausu Rokujūyon) est un robot appartenant à Star Fox. Doué de parole, il gère le Great Fox avec Peppy. Il peut donner aux membres de Star Fox l'état des Arwings ou envoyer des missiles depuis le Great Fox.

## Les vaisseaux de l'équipe Star Fox
L'équipe Star Fox possède de nombreux vaisseaux. Tout d'abord; le vaisseau-mère, le Great Fox qui peut contenir plusieurs Arwings, qui sont des vaisseaux individuels, plus petits, moins puissants mais plus rapides. A noter que Slippy Toad a aussi construit un sous-marin baptisé le Blue Marine. 
L'Arwing a été détourné sous plusieurs formes telles que l'Arwing II, l'Interceptor-Class Arwing, le Defense-Class Arwing, ou encore le Landmaster, qui est une version terrestre de l'Arwing.

## Équipe Star Wolf
L'équipe Star Wolf (スターウルフ, Sutā Urufu) est une unité de mercenaires d’élite rivale de l'équipe Star Fox.
Wolf O'DonnellWolf O'Donnell (ウルフ・オドネル, Urufu Odoneru) est un mercenaire et le principal rival de Fox McCloud. Il est le meneur de l’équipe Star Wolf. C'est également un personnage jouable dans Super Smash Bros. Brawl et Super Smash Bros. Ultimate.
Leon PowalskiLeon Powalski (レオン・ポワルスキー, Reon Powarusukī) est un individu frimeur, hideux et pragmatique. Gardant son sang-froid dans toutes les situations, il accomplit n'importe quelle tâche de façon machinale. C'est un tueur sans pitié. C'est le rival de Falco Lombardi
Pigma DengarPigma Dengar (ピグマ・デンガー, Piguma Dengā) est un ancien membre de Star Fox. Il trahira le capitaine de l'ancienne équipe, le père de Fox. Il entrera dans Star Wolf pour lutter du côté d'Andross mais finira par quitter également cette équipe-ci. Il fera alors cavalier seul, louant ses services aux plus offrants (souvent les ennemis de Lylat). Il est maintenant aussi bien l'ennemi de Star Fox que de Star Wolf. Il affronte Star Fox aux côtés de Star Wolf dans Lylat Wars et se bat du côté des apparoïdes dans Star Fox: Assault. Il est le rival de Peppy Hare, son ancien partenaire.
Andrew OikonnyAndrew Oikonny (アンドリュー・オイッコニー, Andoryū Oikkonī) est le neveu d'Andross. Il se bat du côté de son oncle dans Lylat Wars dans lequel il fait partie de Star Wolf. À la mort présumée d'Andross dans Star Fox Adventures, Oikonny héritera de son armée, quittera Star Wolf et entrera en guerre avec les forces de Lylat. Il combattra l'équipe Star Fox dans Star Fox: Assault mais son vaisseau sera abattu par les apparoïdes. Il combattra à nouveau Fox McCloud dans Star Fox Command. Il est le rival de Slippy Toad qui est comme lui le membre le plus faible de son escadron.
Panther CarosoPanther Caroso (パンサー・カルロッソ, Pansā Karurosso) est le plus récent membre de l’équipe, faisant son apparition dans Star Fox: Assault. Pilote émérite, c'est aussi un coureur de jupons, qui tente notamment de séduire Krystal. Son symbole est une rose rouge.

## Alliés
Général PepperLe Général Pepper (ペパー将軍, Pepā Shōgun) est le commandant en chef des forces de défense de Corneria. Il est le commanditaire des missions de l’équipe Star Fox.
Beltino ToadBeltino Toad (ベルツィーノ・トード, Berutsīno Tōdo) est le père de Slippy, et est le directeur des recherches des forces de défense de Corneria. Avec Slippy, il est à l’origine des nombreuses inventions utilisées par l’équipe Star Fox.
Dash BowmanDash Bowman (アッシュ・ボウマン, Asshu Bōman) est un jeune pilote de l’armée de Corneria, et le petit-fils d'Andross. Il fait son apparition dans Star Fox Command.
Bill GreyBill Grey (ビル・グレイ, Biru Gurei) est un pilote de l'armée de Corneria,et ami de Fox McCloud. Il apparaît dans Lylat Wars et Star Fox Command, où il prête main-forte à l’équipe Star Fox.
Lucy HareLucy Hare (ルーシー・ヘア, Rūshī Hea) est la fille de Peppy et est aussi une des amies de Krystal. Elle fait son apparition dans Star Fox Command, où elle est secourue par l'équipe Star Fox sur Fishina, la planète de glace, lors de la guerre contre les Anglars.
AmandaAmanda (アマンダ, Amanda) est la fiancée de Slippy Toad. Elle fait son apparition dans Star Fox Command, où elle aide l'équipe Star Fox à faire face à l'empereur Anglar.
Katt MonroeKatt Monroe (キャット・モンロー, Kyatto Monrō) est une pilote volant à son compte. Elle apparaît dans Lylat Wars et Star Fox Command, pour prêter main-forte à l’équipe Star Fox. Elle serait amoureuse de Falco.
James McCloudJames McCloud (ジェームズ・マクラウド, Jēmuzu Makuraudo) est le père de Fox et le fondateur de l'esquadron Star Fox qu'il mena aux côtés de son vieil ami Peppy Hare et Pigma Dengar ; lors de leur ultime mission à Venom, ce dernier trahît l'équipe et la livra à Andross. Peppy put s'échapper. Bien qu'officiellement mort, James survécut et apparut afin d'aider son fils à plusieurs reprises lui conseillant à chaque fois : « Never Give up, Trust Your instincts » avant de repartir rôder en solitaire.
TrickyTricky (トリッキー, Torikkī) est un monoclonius, prince de la tribu Earthwalker ; il apparait dans Star Fox Adventures en tant que coéquipier de Fox. Au moment de leurs adieux, ce dernier lui remit un insigne de l'équipe en le déclarant membre honoraire.

## Ennemis
AndrossAndross (アンドルフ, Andorufu) est le méchant récurrent de la série Star Fox, et l’ennemi juré de l’équipe Star Fox. Il est le principal antagoniste dans Star Wing, Lylat Wars, Star Fox Adventures, et Star Fox Zero. Il apparaît également dans Star Fox: Assault et Star Fox Command. C’est un ancien scientifique de renom, travaillant sur Corneria. Après avoir mené de dangereuses expériences mettant en danger les habitants, il est banni de Corneria. Réfugié sur la planète Venom, il s’auto-proclame empereur et lève une armée dans le but de conquérir le système Lylat.
Général ScalesLe Général Scales (スケール将軍, Sukēru Shōgun) est le chef autoproclamé des SharpClaw, qui souhaite conquérir Dinosaur Planet dans Star Fox Adventures. Il acquiert plus de pouvoir grâce à Andross. Il capture Krystal et s'oppose à Fox à de nombreuses reprises. Il meurt tué par Andross alors que son combat contre Fox vient de débuter, Andross le considérant comme un pion à sacrifier.

## Autres personnages
- Fay (フェイ, Fei?), un personnage qui apparaît dans Star Fox 2, dont l'apparence est celle d'un épagneul ou d'un caniche anthropomorphe.
- Miyu (ミユ, Miyu?), un personnage qui apparaît dans Star Fox 2, c'est un lynx anthropomorphe.
- Fara Phoenix (ファラ・フェニックス, Fara Fenikkusu?), un personnage qui apparaît dans Star Fox 2, c'est un fennec anthropomorphe.